# Myszkowce (Celejów)
Myszkowce (ukr. Мишківці, Myszkiwci) – część wsi Celejów na Ukrainie. w obwodzie tarnopolskim, rejonie czortkowskim, nad Seretem, dawniej oddzielna miejscowość.
W II Rzeczypospolitej w województwie tarnopolskim.
W czasie okupacji niemieckiej polska mieszkanka wsi Antonina Sztankowska ukrywała Żydówkę. W 2018 roku Instytut Jad Waszem uhonorował ją za to tytułem Sprawiedliwej wśród Narodów Świata.
Do 2020 w rejonie husiatyńskim.

## Dwór
- parterowy dwór wybudowany lub przebudowany w 1850 r. przez Wiktora Baworowskiego[2], otoczony angielskim ogrodem ciągnącym się nad Seretem.